# 巴里·特罗斯特
巴里·特罗斯特（英語：Barry Trost，1941年6月13日—），生于费城，美国化学家，斯坦福大学化学系教授。
他早年就读于宾夕法尼亚大学。1965年在麻省理工学院取得博士学位，师从赫尔伯特·豪斯（Herbert O. House）。1965年成为威斯康星大学麦迪逊分校教授，1987年成为斯坦福大学化学系教授。

## 贡献
- 原子经济
- Trost不对称烯丙位烷化反应
- Trost失对称化反应
- Trost环戊烷合成
- Trost氧化脱羧反应
- Trost-Chen脱羧反应
- Tsuji-Trost反应
- Trost配体